# Pelidnota rivascanteroi
Pelidnota rivascanteroi är en skalbaggsart som beskrevs av Soula 2006. Pelidnota rivascanteroi ingår i släktet Pelidnota och familjen Rutelidae. Inga underarter finns listade i Catalogue of Life.